# Au cœur de l'apocalypse
Pour plus de détails, voir Fiche technique et Distribution.
Au cœur de l’apocalypse (2018) (titre original : End of the World) est un film catastrophe américain de 2018, réalisé par Maximilian Elfeldt, avec comme acteurs principaux Jhey Castles, Joseph Michael Harris et Evan James Henderson. Le film a été produit par The Asylum.

## Synopsis
La géophysicienne Meredith Fisher observe les tempêtes solaires menaçant la Terre. Une tempête solaire déclenche une éruption volcanique peu de temps après, à la suite de laquelle un policier et quatre jeunes adultes meurent. Néanmoins, ses avertissements sont ignorés par ses collègues du département scientifique. Par conséquent, elle discute avec sa famille que dans le pire des cas, ils peuvent trouver refuge dans les bunkers au pied du mont Whitney. Alors que des éruptions solaires plus graves atteignent la Terre, un violent tremblement de terre se produit sur la côte ouest, déclenchant un tsunami qui détruit les villes.
Cependant, il est maintenant beaucoup trop tard pour une évacuation de la population locale. Meredith, qui était en ville lors de la catastrophe, essaie au moins de sauver la vie de son mari Sullivan et de leurs enfants, Kirby et Sarah. Séparée du reste de sa famille, elle se rend à la maison familiale, où elle retrouve son fils Kirby à temps. Pendant ce temps, Sullivan est capable de sauver sa fille Sarah, qui était avec un ami, vivante sous les décombres. Le père et la fille, qui doivent marcher après la destruction de leur voiture, et la mère et le fils veulent maintenant atteindre les bunkers.
Sur le chemin de Sullivan et Sarah, pendant ce temps, une rivière déchaînée s’est formée. Ils ne peuvent traverser que grâce à la chance. Pendant ce temps, Meredith et Kirby recueillent deux civils, Vera et Walter, et se rendent à la base militaire voisine. Au cours d’un orage, Walter sauve la vie de Kirby, mais il est tué lui-même.
Sullivan et Sarah ont atteint une tour radio et veulent entrer en contact avec la base militaire où Sullivan a déjà servi, mais il ne peut émettre qu’en code Morse. Vera a appris le Morse dans son enfance, et elle comprend donc l’appel radio de Sullivan, Kirby s’avère être un pilote d’hélicoptère expérimenté et, avec l’aide de sa mère, il sauve Sullivan et Sarah d’un gratte-ciel en feu.
Ils finissent par atteindre les montagnes, où ils trouvent refuge et attendent que les tempêtes solaires s’arrêtent. À la fin, la famille réunie regarde la ville détruite.

## Distribution
- Jhey Castles : Meredith Fisher
- Jacqueline Scislowski : Sarah Fisher[2]
- Joseph Michael Harris : Sullivan Fisher
- Evan James Henderson : Kirby Fisher
- Sallieu Sesay : Cook
- Remy O’Brien : Vera
- Steve Dellatori : Walter
- Sharon Desiree : Patricia
- Crash Buist : Diaz
- Bernard Bullen : Barry
- Lori Thomas : Marsha
- Joseph Serrano : Vieillard
- Michael Varrati : Dr. Brandt
- Kimberly Spak : Vivian Jensen
- Paige McGarvin : Michelle
- Chris Barry : Ranger Graham
- Marco A. Perez : Agent de police de l’hôtel de ville
- Dmitriy Katsel : soldat[1]

## Production

### Tournage
Le tournage a eu lieu à Los Angeles et Riverside en Californie, ainsi qu’à Mont Whitney.

## Accueil

### Réception critique
Filmdienst commente : « Le film catastrophe trash progresse avec un manque pénétrant d’imagination, ce qui sert tous les clichés du genre. Misérable en effets spéciaux et en performance, il réussit au mieux dans les moments d’humour involontaire. »
Cinema décrit « Des ordures fatiguées, mais pas la fin du monde. » Cinema déchire le film à tous égards. L’intrigue est critiquée, seules quelques scènes d’action passables sont appréciées. Les dialogues sont décrits comme idiots, et les effets spéciaux comme ridicules.
Rotten Tomatoes donne à End of the World un score d’audience de 17%.